# Válur
Válur er en bygd på Færøerne. Den ligger i Kvívíkar kommuna på Streymoy, og er vokset sammen med øens næststørste bye Vestmanna, som den i dag ofte betragtes som en del af. 1. januar 2025 havde Válur 45 indbyggere.
Selvom Válur hører til bosættelsesområdet Vestmanna, er det administrativt en del Kvívíkar kommuna, som ligger omkring 10 kilometer længere mod øst. 1. november 2005 fik den sit eget postnummer 358, tidligere var det 350 for Vestmanna.